# Musca capito
Musca capito är en tvåvingeart som först beskrevs av Lichtenstein 1796.  Musca capito ingår i släktet Musca, ordningen tvåvingar, klassen egentliga insekter, fylumet leddjur och riket djur.
Artens utbredningsområde är Egypten. Inga underarter finns listade i Catalogue of Life.